# Woroon-Nationalpark
Der Woroon-Nationalpark (englisch Woroon National Park) ist ein 5,5 Quadratkilometer großer Nationalpark in Queensland, Australien.

## Lage
Er liegt in der Region Wide Bay-Burnett im Hinterland der Sunshine Coast etwa 200 km nordwestlich von Brisbane und 140 km südwestlich von Hervey Bay. Die nächstgelegene Stadt ist Gayndah. Von hier erreicht man den Park über den Burnett Highway. Nach etwa 60 Kilometern in südliche Richtung zweigt die Murgon-Gayndah Road nach Murgon ab. Nach 15 Kilometern passiert man den Park in 6 Kilometern Abstand. Es gibt weder Zufahrtsstraßen noch Besuchereinrichtungen.
In der Nachbarschaft liegen die Nationalparks Cherbourg,  Nangur, Beeron und Beninbi.

## Flora
Der Nationalpark schützt bis zu 360 Meter hoch gelegenen offenen Eukalyptuswald. Hier wächst auch die gefährdete (engl.: near threatened) Notelaea pungens, ein nur in Australien beheimatete Pflanze aus der Familie der Ölbaumgewächse.